# Les Ulmes
Les Ulmes sont une commune française située dans le département de Maine-et-Loire, en région Pays de la Loire.

## Géographie

### Localisation
Commune angevine du Saumurois, Les Ulmes se situent au sud-est de Meigné, sur la route D 205, Distré / Meigné. Saumur se trouve à 9 km au nord-est et Doué-la-Fontaine à 8 km au sud-ouest.

### Climat
Pour des articles plus généraux, voir Climat des Pays de la Loire et Climat de Maine-et-Loire.
En 2010, le climat de la commune est de type climat océanique dégradé des plaines du Centre et du Nord, selon une étude du CNRS s'appuyant sur une série de données couvrant la période 1971-2000. En 2020, Météo-France publie une typologie des climats de la France métropolitaine dans laquelle la commune est exposée à un climat océanique et est dans la région climatique Moyenne vallée de la Loire, caractérisée par une bonne insolation (1 850 h/an) et un été peu pluvieux.
Pour la période 1971-2000, la température annuelle moyenne est de 12 °C, avec une amplitude thermique annuelle de 14,8 °C. Le cumul annuel moyen de précipitations est de 616 mm, avec 10,8 jours de précipitations en janvier et 6 jours en juillet. Pour la période 1991-2020, la température moyenne annuelle observée sur la station météorologique de Météo-France la plus proche, « Mont-Bellay-Inra », sur la commune de Montreuil-Bellay à 10 km à vol d'oiseau, est de 12,8 °C et le cumul annuel moyen de précipitations est de 616,3 mm,. Pour l'avenir, les paramètres climatiques de la commune estimés pour 2050 selon différents scénarios d'émission de gaz à effet de serre sont consultables sur un site dédié publié par Météo-France en novembre 2022.

## Urbanisme

### Typologie
Au 1er janvier 2024, Les Ulmes sont catégorisées commune rurale à habitat dispersé, selon la nouvelle grille communale de densité à sept niveaux définie par l'Insee en 2022.
Elle est située hors unité urbaine. Par ailleurs la commune fait partie de l'aire d'attraction de Saumur, dont elle est une commune de la couronne,. Cette aire, qui regroupe 31 communes, est catégorisée dans les aires de 50 000 à moins de 200 000 habitants,.

### Occupation des sols
L'occupation des sols de la commune, telle qu'elle ressort de la base de données européenne d’occupation biophysique des sols Corine Land Cover (CLC), est marquée par l'importance des territoires agricoles (72,6 % en 2018), une proportion sensiblement équivalente à celle de 1990 (72,9 %). La répartition détaillée en 2018 est la suivante : 
terres arables (38,9 %), cultures permanentes (24,1 %), forêts (20,5 %), zones agricoles hétérogènes (9,7 %), zones urbanisées (5,8 %), milieux à végétation arbustive et/ou herbacée (1,1 %). L'évolution de l’occupation des sols de la commune et de ses infrastructures peut être observée sur les différentes représentations cartographiques du territoire : la carte de Cassini (XVIIIe siècle), la carte d'état-major (1820-1866) et les cartes ou photos aériennes de l'IGN pour la période actuelle (1950 à aujourd'hui).

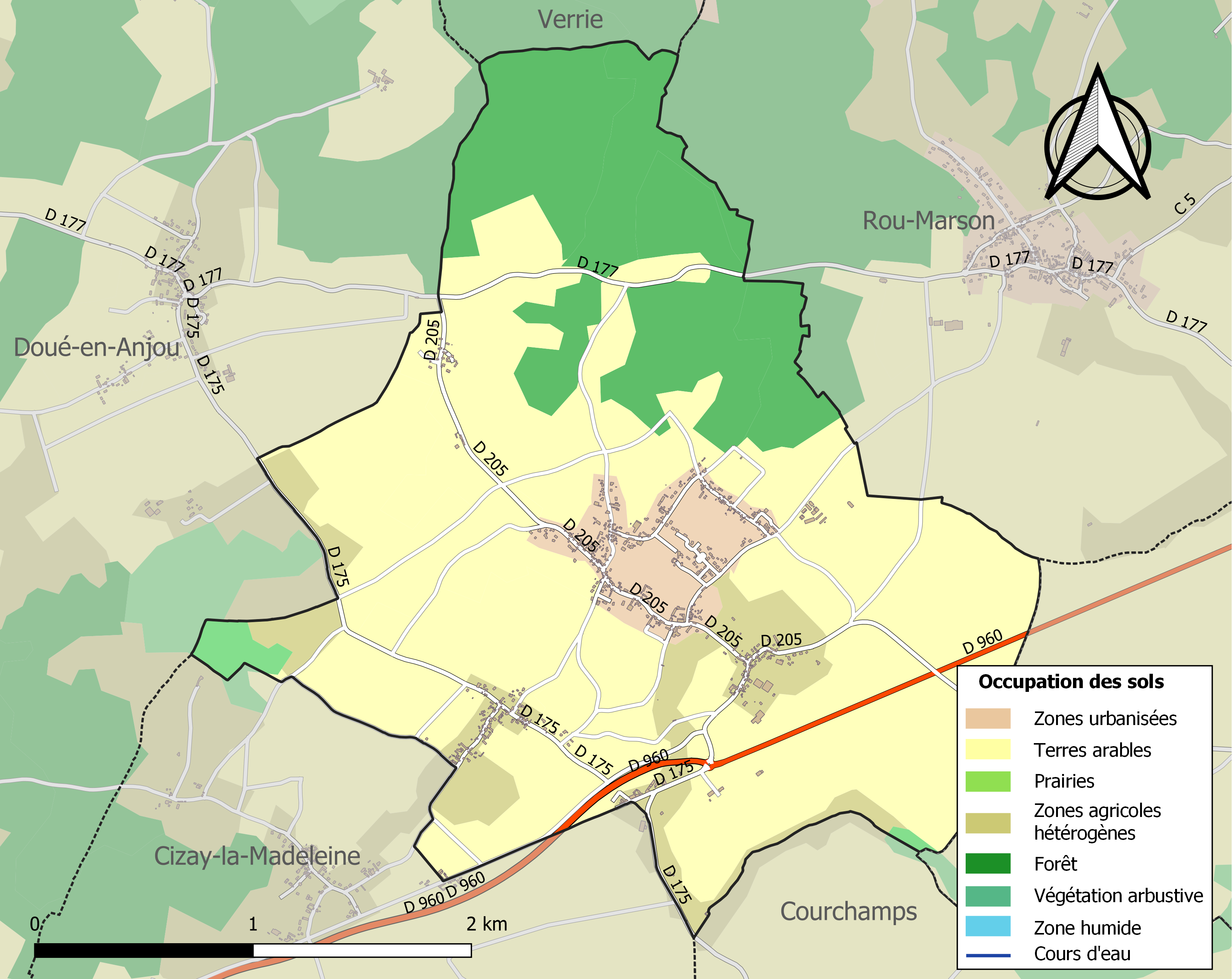
Carte des infrastructures et de l'occupation des sols de la commune en 2018 (CLC).

## Toponymie
G. de Ulmis en 1043, W. de Ulmis en 1033-1070. L'étymologie des Ulmes vient du latin Ulmus, rappelant probablement la présence d'ormes dont la silhouette caractéristique servait de repère au bourg primitif.

## Histoire
À la fin de l'Ancien Régime, Les Ulmes dépendent de l'archiprêtré et de l'élection de Saumur.

## Politique et administration

### Administration municipale
| Période                                  | Période                   | Identité                 | Étiquette | Qualité         |
| ---------------------------------------- | ------------------------- | ------------------------ | --------- | --------------- |
| novembre 1792                            |                           | ... Beaumont             |           |                 |
| janvier 1793                             | an II                     | Mathieu Maurice          |           |                 |
| germinal an V                            | prairial an VI            | ... Tréton               |           | Agent municipal |
| 1798                                     |                           | P. Guérin                |           |                 |
| 1er messidor an VIII (20 juin 1800)      |                           | J.-B. Tréton             |           |                 |
| 29 mars 1813                             |                           | Joseph Tréton            |           |                 |
| 23 janvier 1816                          |                           | J.-B. Tréton             |           |                 |
| 30 novembre 1830                         |                           | René Bazille             |           |                 |
| 1er février 1835                         |                           | Antoine Lieutaud         |           |                 |
| 1844                                     |                           | Louis Gastault           |           |                 |
| 18 février 1854                          |                           | Mathieu Bazille          |           |                 |
| 1864                                     | 1892                      | Pierre Sébille           |           |                 |
| 14 août 1892                             |                           | Henri Jahan              |           |                 |
| 1893                                     | 1895                      | Sylvain de Lapanouse     |           |                 |
| 15 décembre 1895                         | 1902                      | François Beaumont-Coupas |           |                 |
| 1902                                     | 1906                      | François Dittière        |           |                 |
| 1906                                     | 1917 (démission)          | Louis-Jean Roux-Champion |           |                 |
| 1917                                     | 1919                      | rené Bonnet-Goislard     |           |                 |
| 1919                                     | 1929                      | Gustave Nouteau          |           |                 |
| 1929                                     | 1935                      | Victor Malherbe          |           |                 |
| 1935                                     | 1973 (décès)              | Pierre Latrille          |           |                 |
| 1974                                     | 1989                      | Germain Nauleau          |           |                 |
| mars 1989                                | mars 2008                 | Jacqueline Frouin-Besson |           |                 |
| mars 2008                                | En cours (au 28 mai 2020) | Didier Guillaume,        |           |                 |
| Les données manquantes sont à compléter. |                           |                          |           |                 |

### Intercommunalité
La commune est membre de la communauté d'agglomération Saumur Val de Loire. La commune était précédemment membre de la communauté de communes de la région de Doué-la-Fontaine, elle-même membre du syndicat mixte Pays Saumurois.

## Population et société

### Démographie

#### Évolution démographique
L'évolution du nombre d'habitants est connue à travers les recensements de la population effectués dans la commune depuis 1793. Pour les communes de moins de 10 000 habitants, une enquête de recensement portant sur toute la population est réalisée tous les cinq ans, les populations de référence des années intermédiaires étant quant à elles estimées par interpolation ou extrapolation. Pour la commune, le premier recensement exhaustif entrant dans le cadre du nouveau dispositif a été réalisé en 2007.

En 2022, la commune comptait 553 habitants, en évolution de −4,82 % par rapport à 2016 (Maine-et-Loire : +2,12 %, France hors Mayotte : +2,11 %).
| 1793 | 1800 | 1806 | 1821 | 1831 | 1836 | 1841 | 1846 | 1851 |
| ---- | ---- | ---- | ---- | ---- | ---- | ---- | ---- | ---- |
| 434  | 386  | 518  | 558  | 520  | 556  | 550  | 544  | 555  |

| 1856 | 1861 | 1866 | 1872 | 1876 | 1881 | 1886 | 1891 | 1896 |
| ---- | ---- | ---- | ---- | ---- | ---- | ---- | ---- | ---- |
| 560  | 587  | 568  | 545  | 516  | 504  | 519  | 515  | 509  |

| 1901 | 1906 | 1911 | 1921 | 1926 | 1931 | 1936 | 1946 | 1954 |
| ---- | ---- | ---- | ---- | ---- | ---- | ---- | ---- | ---- |
| 509  | 544  | 516  | 473  | 464  | 442  | 436  | 465  | 428  |

| 1962 | 1968 | 1975 | 1982 | 1990 | 1999 | 2006 | 2007 | 2012 |
| ---- | ---- | ---- | ---- | ---- | ---- | ---- | ---- | ---- |
| 454  | 446  | 472  | 467  | 468  | 478  | 520  | 526  | 584  |

| 2017 | 2022 | - | - | - | - | - | - | - |
| ---- | ---- | - | - | - | - | - | - | - |
| 579  | 553  | - | - | - | - | - | - | - |

#### Pyramide des âges
La population de la commune est relativement jeune.
En 2018, le taux de personnes d'un âge inférieur à 30 ans s'élève à 37,6 %, soit au-dessus de la moyenne départementale (37,2 %). À l'inverse, le taux de personnes d'âge supérieur à 60 ans est de 20,5 % la même année, alors qu'il est de 25,6 % au niveau départemental.
En 2018, la commune compte 284 hommes pour 294 femmes, soit un taux de 50,87 % de femmes, légèrement inférieur au taux départemental (51,37 %).
Les pyramides des âges de la commune et du département s'établissent comme suit.
| Hommes | Classe d’âge | Femmes |
| ------ | ------------ | ------ |
| 0,0    | 90 ou +      | 0,3    |
| 6,1    | 75-89 ans    | 8,3    |
| 14,2   | 60-74 ans    | 12,0   |
| 23,3   | 45-59 ans    | 20,1   |
| 22,1   | 30-44 ans    | 18,5   |
| 13,3   | 15-29 ans    | 15,9   |
| 20,9   | 0-14 ans     | 24,9   |

| Hommes | Classe d’âge | Femmes |
| ------ | ------------ | ------ |
| 0,9    | 90 ou +      | 2,1    |
| 7      | 75-89 ans    | 9,5    |
| 16,2   | 60-74 ans    | 16,9   |
| 19,4   | 45-59 ans    | 18,7   |
| 18,2   | 30-44 ans    | 17,5   |
| 18,8   | 15-29 ans    | 17,6   |
| 19,5   | 0-14 ans     | 17,6   |

## Économie
Sur 42 établissements présents sur la commune à fin 2010, 36 % relèvent du secteur de l'agriculture (pour une moyenne de 17 % sur le département), 7 % du secteur de l'industrie, 17 % du secteur de la construction, 29 % de celui du commerce et des services et 12 % du secteur de l'administration et de la santé. Fin 2015, sur les 46 établissements actifs, 22 % relèvent du secteur de l'agriculture (pour 11 % sur le département), 7 % du secteur de l'industrie, 13 % du secteur de la construction, 48 % de celui du commerce et des services et 11 % du secteur de l'administration et de la santé.

## Culture locale et patrimoine

### Lieux et monuments
- Église Saint-Vincent
- Pierre couverte de Mousseau